# Flavia Pansieri
Flavia Pansieri  (1951) es una filósofa italiana. Es la directora adjunta del Alto Comisionado de las Naciones Unidas para los Derechos Humanos. El Secretario General de Naciones Unidas Ban Ki-moon le designó ese cargo el 15 de marzo de 2013.

## Biografía
Pansieri se incorporó a las Naciones Unidas a través del Programa de las Naciones Unidas para el Desarrollo (PNUD) en 1983 en China. Después pasó a ocupar diferentes puestos dentro del sistema de la ONU en diferentes países, como Bangladés, Birmania y Laos donde ejerció como Directora del Programa de Control de Drogas de la ONU, predecesor de la Oficina de Naciones Unidas contra la Droga y el Delito.  Trabajó en Viena entre 1995 y 1998, y como directora ejecutiva adjunta del Fondo de Desarrollo de las Naciones Unidas para la Mujer (UNIFEM) en Nueva York desde 1998 hasta 2001, donde se reincorporó al PNUD.
Desde 2004 hasta 2008 fue coordinadora residente de las Naciones Unidas y representante residente del PNUD en Yemen. Entre 2008 y 2013 Pansieri se desempeñó como Coordinadora Ejecutiva del programa de Voluntarios de las Naciones Unidas.